# Cybocephalus dinghushanensis
Cybocephalus dinghushanensis is een keversoort uit de familie Cybocephalidae. De wetenschappelijke naam van de soort is voor het eerst geldig gepubliceerd in 1996 door Tian.